# Raveniola niedermeyeri
Raveniola niedermeyeri är en spindelart som först beskrevs av Brignoli 1972.  Raveniola niedermeyeri ingår i släktet Raveniola och familjen Nemesiidae.
Artens utbredningsområde är Iran. Inga underarter finns listade i Catalogue of Life.